# Buick Rendezvous
Der Buick Rendezvous ist ein Crossover-SUV des US-amerikanischen Automobilherstellers Buick. Er wurde von 2001 bis 2007 ausschließlich in Nordamerika und Taiwan angeboten. Er wurde zusammen mit dem Pontiac Aztek in Ramos Arizpe in Mexiko hergestellt.

## Übersicht
Der Rendezvous wurde konzipiert, um die Eigenschaften von Vans (mit bis zu sieben Sitzplätzen sowie einer großen Ladekapazität) mit dem Komfort und dem Fahrverhalten von Oberklassefahrzeugen und dem Design und einem verfügbaren Allradantrieb von SUVs in einem Fahrzeug zu vereinen.
Der Rendezvous war serienmäßig mit Vorderradantrieb und gegen Aufpreis mit einem vollautomatischen, permanenten Allradantrieb ausgestattet, durch den er über gute Traktion bei Nässe und Schnee verfügte und darüber hinaus leichtes Gelände bewältigen konnte. Buick orientierte sich bei der Fahrwerksauslegung hinsichtlich Komfort und Handling am Park Avenue, weshalb alle Rendezvous-Modelle hinten mit Einzelradaufhängung ausgestattet waren.

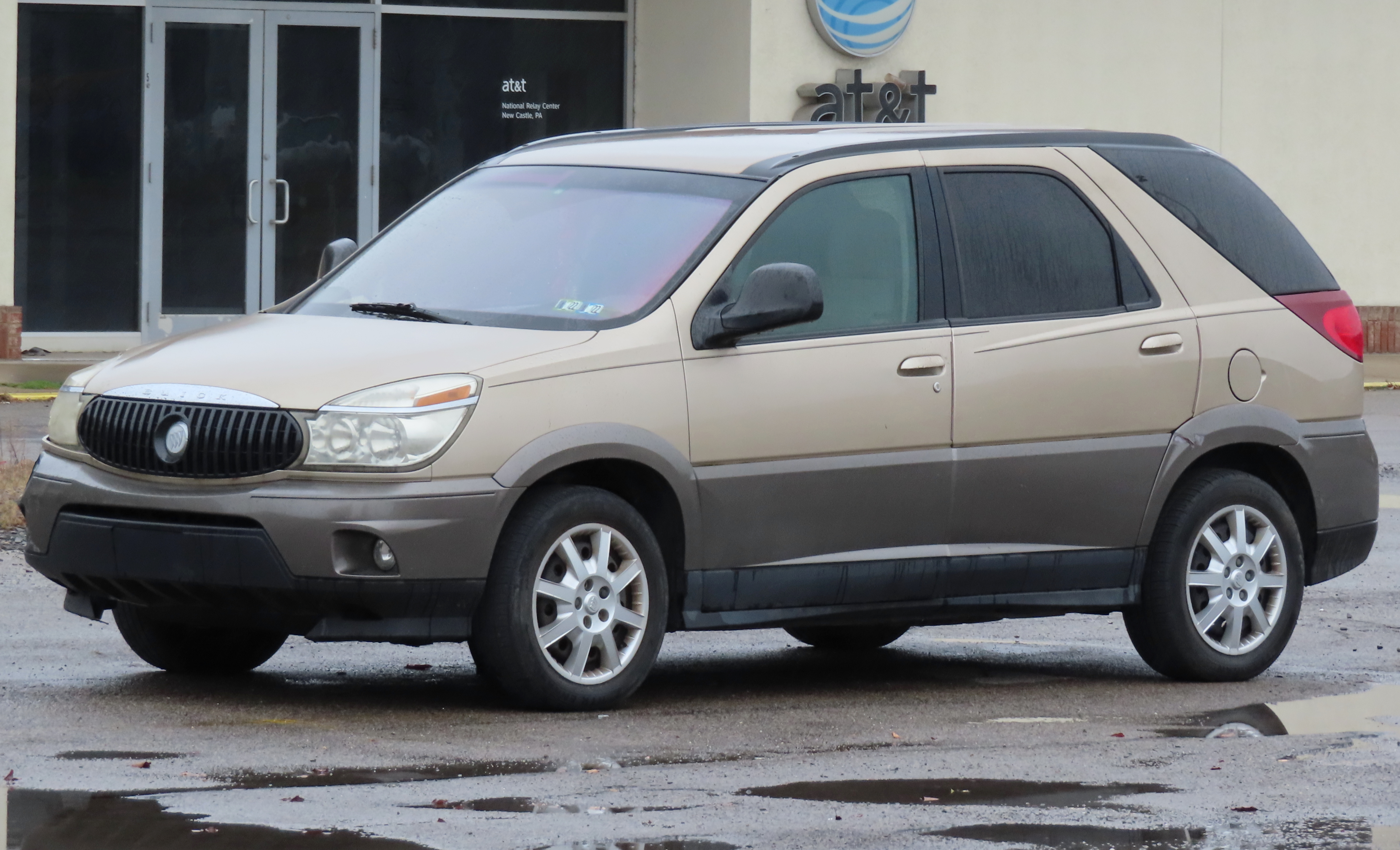
Buick Rendezvous (2004–2007)
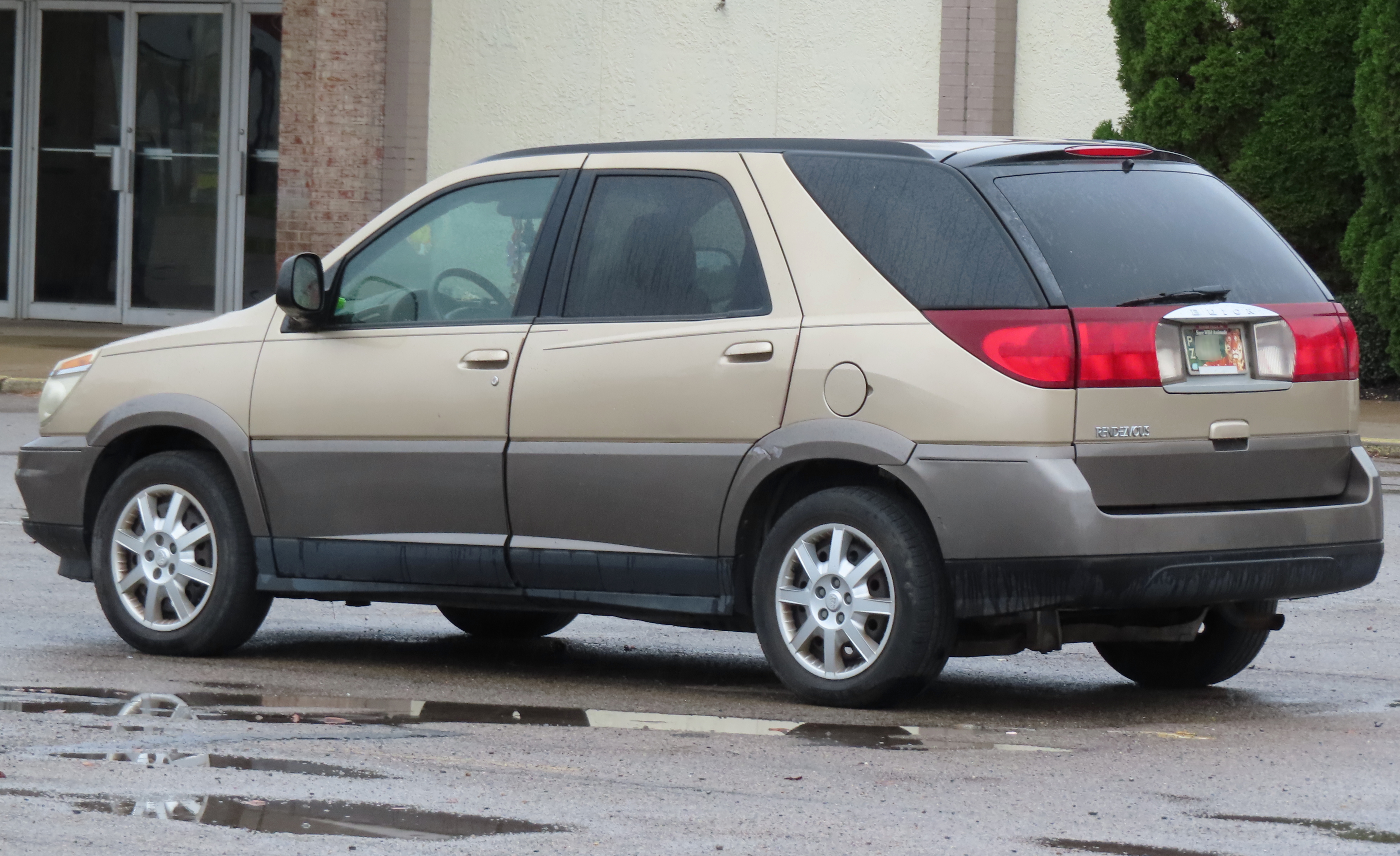
Heckansicht

Basismotor war zunächst ein 3,4-l-V6-Motor mit 138 kW, ab dem Modelljahr 2006 ein 3,5-l-V6-Motor mit 150 kW. Optional war anfangs zusammen mit der Ausstattungsvariante Ultra ein 3,6-l-V6-Motor mit 183 kW erhältlich. Die Kraftübertragung erfolgte über eine 4-Gang-Automatik. 2004 erfolgte ein leichtes Facelift.
Der Rendezvous war ein Erfolg für Buick, der aufgrund einer gealterten Stammkundschaft auch dringend nötig war. Mit dem Rendezvous wurde der Traditionsmarke ein jüngerer wie auch wohlhabender Kundenkreis zugeführt.
Der Erfolg lag wesentlich auch im Preis begründet; so kostete ein Buick Rendezvous ca. 8000 US$ weniger als ein vergleichbarer Lexus RX. Die Verkaufszahlen übertrafen bei weitem die Erwartungen hinsichtlich der jährlich zunächst angepeilten 30.000 bis 40.000 Exemplare. Außer im letzten Produktionsjahr wurden jährlich zwischen 60.000 und 70.000 Stück gefertigt. Insgesamt rollten während der fünfjährigen Produktionszeit rund 305.000 Exemplare vom Band.
Mitte 2007 wurde der Buick Enclave eingeführt, der den Rendezvous ersetzte.